# Pico de gallo

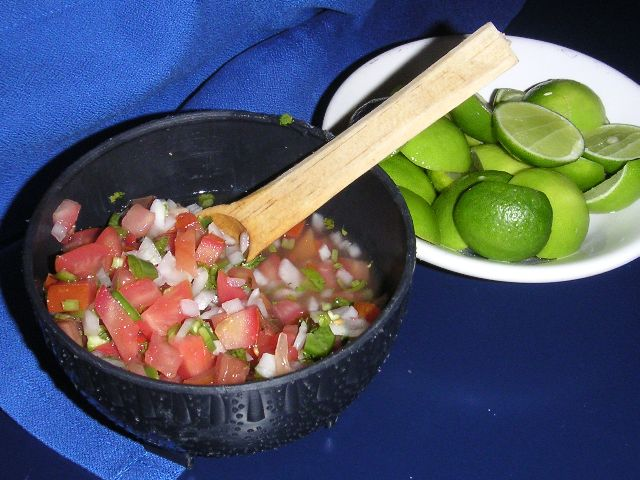
Molho de Pico-de-gallo

O pico-de-gallo é um ingrediente típico da culinária mexicana, servido com uma grande variedade de pratos, muitas vezes acompanhado com guacamole e nata azeda.
É basicamente uma salada feita com pedacinhos de tomate, misturada com cebola, cebolinho e folhas de coentro (chamado "cilantro" no México e no sul dos Estados Unidos) e temperada com sumo de limão e óleo; muitas vezes, leva também grãos de milho amarelo, doce ou cozido, o que lhe dá um aspecto muito atraente — e justifica o nome: "bico de galo", ou seja, "comida para galinhas".
Por vezes, também leva malagueta, embora normalmente este tempero forte esteja no próprio prato principal ou na salsa, o molho de pimenta vermelha que nunca falta na mesa dos mexicanos.